# Novaki (miasto Sveta Nedelja)
Novaki – wieś w Chorwacji, w żupanii zagrzebskiej, w mieście Sveta Nedelja. W 2011 roku liczyła 2091 mieszkańców.